# 孫燕姿 (アルバム)
『孫燕姿』（拼音: Sūn Yàn Zī）は、孫燕姿（スン・イェンツー）のデビューアルバム。2000年6月8日にワーナー・ミュージック台湾からリリースされた。

## 収録曲
1. 超快感（Turbo）　（3'39）
作詞:李焯雄+包小柏、作曲:包小柏、編曲:包小松
2. 愛情證書（Love document）　（4'14"）
作詞:徐世珍、作曲:李偲菘、編曲:Terence Teo
3. 天黒黒（Cloudy day）　（3'56"）
作詞:廖瑩如+April、作曲:李偲菘、編曲:呉慶隆
4. E-Lover　（4'59"）
作詞:李姚、作曲:包小柏、編曲:包小松
5. 濃眉毛（Sculpted eyebrow）　（3'47"）
作詞:李焯雄、作曲:楊君亮、編曲:Terence Teo
6. 和平（Make peace）　（4'08"）
作詞:廖瑩如、作曲:李偲菘、編曲:Terence Teo
7. 自然（Natural）　（3'24"）
作詞:廖瑩如、作曲:李偲菘、編曲:Martin Tang
8. 終於（Finally）　（3'56"）
作詞:易家揚、作曲:李偉菘、編曲:呉慶隆
9. 很好（Fine）　（4'27"）
作詞:徐世珍、作曲:孫燕姿、編曲:呉慶隆
10. Leave Me Alone　（4'26"）
作詞:李偉菘+廖瑩如、作曲:李偉菘、編曲:Terence Teo

## 参加ミュージシャン
担当した楽器の後の数字は、演奏に参加した曲の番号を表す。
- Jamie Wilson - ギター（1、2、4、5、6、7、9、10）
- Gary Gideon - ドラム（1、2、4）
- Luke Mason - ドラム（5、6、7、10）
- Andy Peterson - ベース（1、2、4、5、6、7、10）
- Jennifer Huang - コーラス（1、4）
- 李偉菘 - コーラス（6）
- 陳彼得 - コーラス（6）
- 黎佩儀 - コーラス（6）
- 馬毓芬 - コーラス（7）
- 黄秀偵 - コーラス（7）
- 薛忠銘 - コーラス（7）
- 呉慶隆 - ピアノ（3）
- 孔朝暉 - ヴァイオリン（6、8、9）
- 顧文麗 - ヴァイオリン（6、8、9）
- 隋晶晶 - ヴァイオリン（6、9）
- 梁中樞 - ヴァイオリン（6、9）
- 尹淑占 - ヴァイオリン（6、9）
- 鄭旗 - ヴィオラ（6、8、9）
- 王言 - チェロ（6、8、9）